# Christian Dietrich Grabbe
Christian Dietrich Grabbe (Detmold, 11 dicembre 1801 – Detmold, 12 settembre 1836) è stato un drammaturgo e commediografo tedesco.

## Biografia
Nato a Detmold, nel principato della Lippe, scrisse diverse opere storiche ed è conosciuto anche per il suo uso della satira, dell'ironia. Attraversò un infelice matrimonio. Heinrich Heine, suo grande amico, lo considerava uno dei più importanti drammaturghi tedeschi, definendolo "uno Shakespeare ubriaco".
Insieme a Georg Büchner, Grabbe fu uno dei principali drammaturghi tedeschi del suo tempo. Venne influenzato da Shakespeare e dai drammaturghi dello Sturm und Drang. 
In effetti l'autore evidenziò vasti contrasti e contraddizioni, e non a caso la critica letteraria oltre ad indicarlo come un esponente tardo romantico, non esitò a definirlo un precursore sia dei poeti maledetti sia degli espressionisti. In effetti Grabbe si dimostrò parzialmente contrario alla lirica 'Sturm' a causa del suo prominente intellettualismo distaccato, da uomo cinico che ricercava l'affetto tramite afflizioni esagerate: la sua costernazione non derivava tanto da una visione nichilista della vita, quanto da ideali prometeici e le sue peripezie maturate durante la vita quotidiana rafforzarono il contrasto fra le sue aspirazioni e la realtà borghese.
Le sue opere erano molto ambiziose, con scene di massa e rapidi cambi di scena che sfidavano le capacità tecniche dei teatri di quell'epoca. Rese meno severe le forme rigide del dramma classico in una serie di scene che fecero precursore del dramma realista, al punto che i critici teatrali definirono il suo capolavoro Napoleone come un lavoro di 'fasi del movimento'. Oltre alla rottura delle regole tradizionali, il Napoleone si distinse per essere una originale tragicommedia universale, dove si condensarono e si miscelarono ironia e pathos, caricature e sublimità, comicità e catastrofe, satira e dolore, spunti naturalistici e stilizzazione grottesca. Il suo capolavoro fu precorsore del teatro espressionistico e anche di quello brechtiano.
Le sue opere mostrano una visione del mondo  spoetizzata e pessimistica.
Dopo la sua morte, fu dapprima dimenticato, ma il suo lavoro fu riscoperto da drammaturghi naturalisti ed espressionisti. Venne omaggiato dai nazisti come un grande autore nazionale, discorso parzialmente basato in poche dichiarazioni antisemitiche, (in particolare in Aschenbrödel) e in parte basato sulla sua rappresentazione nazionalistica della storia tedesca, (Die Hermannsschlacht). Negli anni '30, numerose strade furono ribattezzate in suo onore.

## Vita privata
La vita di Grabbe fu costellata da innumerevoli stati di dissolutezza e di fallimenti, evidenziati già durante i suoi studi universitari nella facoltà di giurisprudenza svolti a Lipsia e a Berlino.  Figlio del direttore del carcere di Detmold, assistì alla dolorosa esistenza dei reclusi e questa esperienza lo segnò profondamente.
Dopo aver scritto le sue prime tragedie si propose di fare l'attore, ma questo si rivelò il primo dei suoi numerosi tentativi andati a vuoto. Nel pieno rispetto delle sue laceranti contraddizioni, pur coltivando una forte passione per il teatro, decise di rientrare  nel 1824 nella sua città natale per cercare un lavoro come avvocato, ma ovviamente sia il mestiere sia l'ambiente professionale lo delusero al punto da essere travolto dall'alcoolismo.
Poco dopo anche la sua vita matrimoniale gli riservò amarezze e dolori.
Nel 1834 ottenne, grazie all'interessamento di Immerman, il ruolo di drammaturgo del teatro di Düsseldorf, ma il suo compito era limitato a riadattare opere altrui, occuparsi di recensioni e di fare il consigliere: questa limitatezza operativa lo mise in forte disaccordo con l'intendente del teatro..
Anche l'ultima parte della sua esistenza fu caratterizzata da dissolutezza e alcoolismo.

## Opere
Scherz, Satire, Ironie und tiefere Bedeutung (1827)
Herzog Theodor von Gotland (1827)
Don Juan und Faust (1829)
Die Hohenstauffen (1829/30)
Napoleon oder Die Hundert Tage (1831)
Hannibal (1835)
Die Hermannsschlacht (1838)

## Opere tradotte
Don Juan und Faust è stato tradotto nel 1884 dal poeta Fabio Nannarelli.